# Майнський район
Майнський район (рос. Майнский район) — адміністративно-територіальна одиниця (район) та муніципальне утворення (муніципальний район) у центральній частині Ульяновської області Росії.
Адміністративний центр — робітниче поселення Майна.

## Історія
Майнський район був утворений 3 серпня 1930 року (Середньо-Волзького краю, з 1935 - Куйбишевського краю, з 1936 - Куйбишевської області), шляхом об'єднання територій ліквідованих Поповського та Тагайського районів

## Населення
| 1939    | 1989    | 2002    | 2009    | 2010    | 2011    | 2012    |
| ------- | ------- | ------- | ------- | ------- | ------- | ------- |
| 38 069  | ↘32 642 | ↘30 626 | ↘27 942 | ↘25 826 | ↘25 750 | ↘25 333 |
| 2013    | 2014    | 2015    | 2016    | 2017    | 2018    | 2019    |
| ↘25 018 | ↘24 714 | ↘24 240 | ↘23 618 | ↘22 989 | ↘22 592 | ↘22 025 |
| 2020    | 2021    |         |         |         |         |         |
| ↘21 542 | ↘20 486 |         |         |         |         |         |